# معركة كونسويجرا
معركة كونسويجرا (بالإسبانية: Batalla de Consuegra)‏ هي معركة وقعت عام 15 أغسطس 1097/4 رمضان 490 هـ بالقرب من قرية كونسويجرا في منطقة كاستيا-لا مانتشا بين الجيشين المتحالفين من قشتالة وليون بقيادة ألفونسو السادس ملك قشتالة ضد جيش المرابطين بقيادة محمد بن الحاج، وانتهت بانتصار المرابطين.